# Бютов
Бютов (нім. Bütow) — громада в Німеччині, розташована в землі Мекленбург-Передня Померанія. Входить до складу району Мекленбургіше-Зенплатте. Складова частина об'єднання громад Ребель-Мюріц.
Площа — 26,32 км2. Населення становить 458 ос. (станом на 31 грудня 2020).

## Галерея

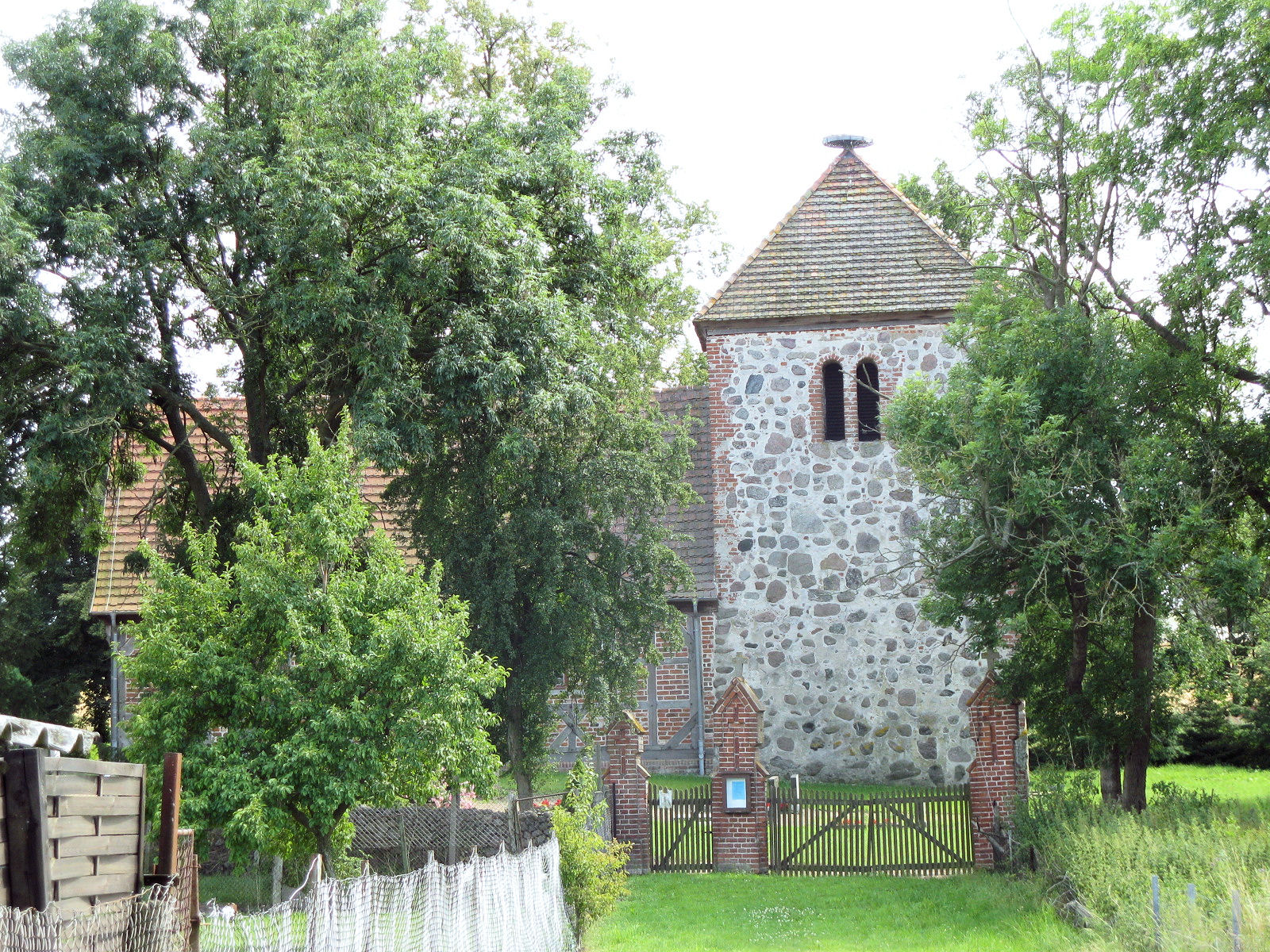
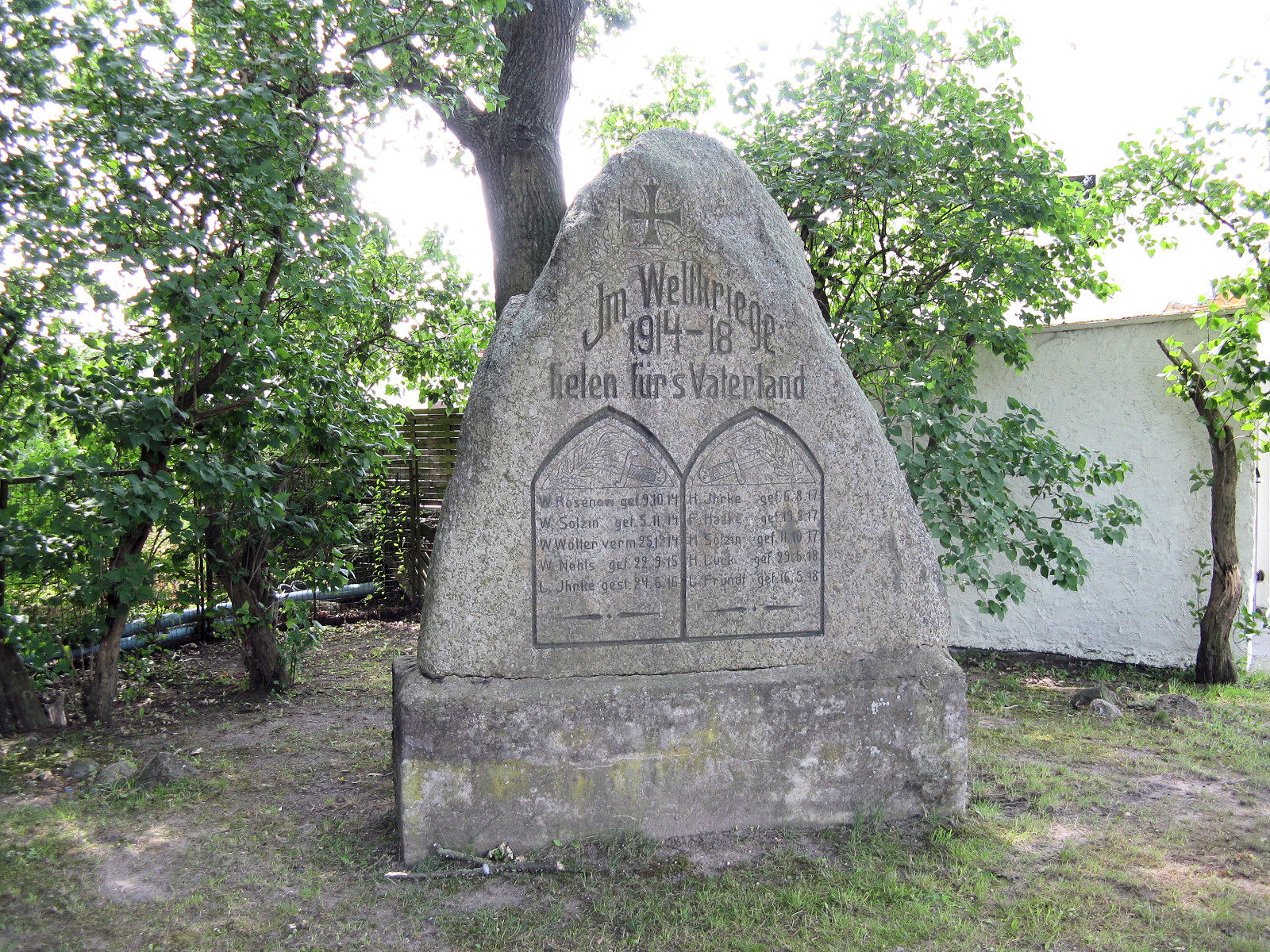